# Bus LIN
Pour les articles homonymes, voir LIN.

Logo officiel pour le bus LIN

Le bus LIN (Local Interconnect Network, ou Réseau Interconnecté local en français) est un bus système série utilisé dans les véhicules automobiles récents. Les spécifications du bus LIN sont établies par le consortium LIN.
La première version a été publiée le 1er juillet 1999, puis la version 2.0 le 16 septembre 2003 et la dernière version publiée par le consortium LIN est la version 2.2A le 31 décembre 2010. Depuis 2016 le bus LIN est normalisée par l'ISO 17987.

## Explication
Le bus LIN est un bus relativement lent et petit, mais il est fiable et économique, notamment si on le compare à d'autres bus utilisés dans l'automobile, les bus CAN, FlexRay ou MOST. Il peut être utilisé comme un sous-réseau du bus CAN pour gérer des capteurs ou des micro actionneurs.
Il consiste en un protocole de communication qui s'appuie sur une configuration maître esclave(s). Chaque élément connecté au bus est appelé « nœud ».
Ces nœuds comportent un identifiant « LIN Supplier ID » spécifique à chaque fournisseur. Ils sont gérés par l'association à but non lucratif  CAN in Automation (CiA) pour le compte de l'ISO.
Ce bus a été créé pour la commande des éléments de confort (climatisation, vitres électriques, etc.) dans l'industrie automobile où les contraintes sont les suivantes :
- implémentation bas coût pour le matériel ;
- auto synchronisation des esclaves ;
- transmission déterministe pour les aspects temporels : lorsqu'on envoie un message le temps de réponse est garanti ;
- débit entre 1 kbit/s et 20 kbit/s[5].

Ce protocole prévoit la détection d'erreurs grâce à plusieurs dispositifs :
- 2 bits de parité ;
- CRC à la fin du message ;
- messages de diagnostic.

Un de ses avantages est de ne compter qu'un seul câble par lequel transitent les données (en plus du + et de la masse) ce qui en fait un réseau plus léger que le CAN.
Un cluster LIN est composé au maximum de 16 nœuds, un maître et jusqu'à 15 esclaves.
Le maître contrôle le bus et scrute les esclaves afin qu'ils partagent leurs données sur le bus. Les esclaves ne fournissent des données que lorsqu'ils sont sollicités d'après une répartition définie des fenêtres temporelles allouées à chaque nœud du réseau.
Le bus LIN consiste en un protocole synchrone mais les envois de messages sont asynchrones.

## Normalisation
Le bus LIN est normalisé à l'ISO sous le nom "Réseau Internet local", dans la catégorie "Véhicules routiers". Elle a la référence ISO 17987, et se décompose en 8 parties :
- ISO 17987-1 : Partie 1: Information générale et définition des cas d'usage[6]
- ISO 17987-2 : Partie 2: Protocole de transport et couches de services réseau
- ISO 17987-3 : Partie 3: Spécification du protocole
- ISO 17987-4 : Partie 4: Spécification de la couche électrique physique (EPL) 12V/24V
- ISO 17987-5 : Partie 5: Interface du programmeur d'application (API)
- ISO 17987-6 : Partie 6: Spécification du protocole d'essai de conformité
- ISO 17987-7 : Partie 7: Spécification d'essai de conformité de la couche électrique physique (EPL)
- ISO 17987-8 : Partie 8: Spécification de couche physique électrique (EPL): LIN sur ligne d'alimentation en courant continu (DC-LIN)[7]